# Université de l'État de Paraíba

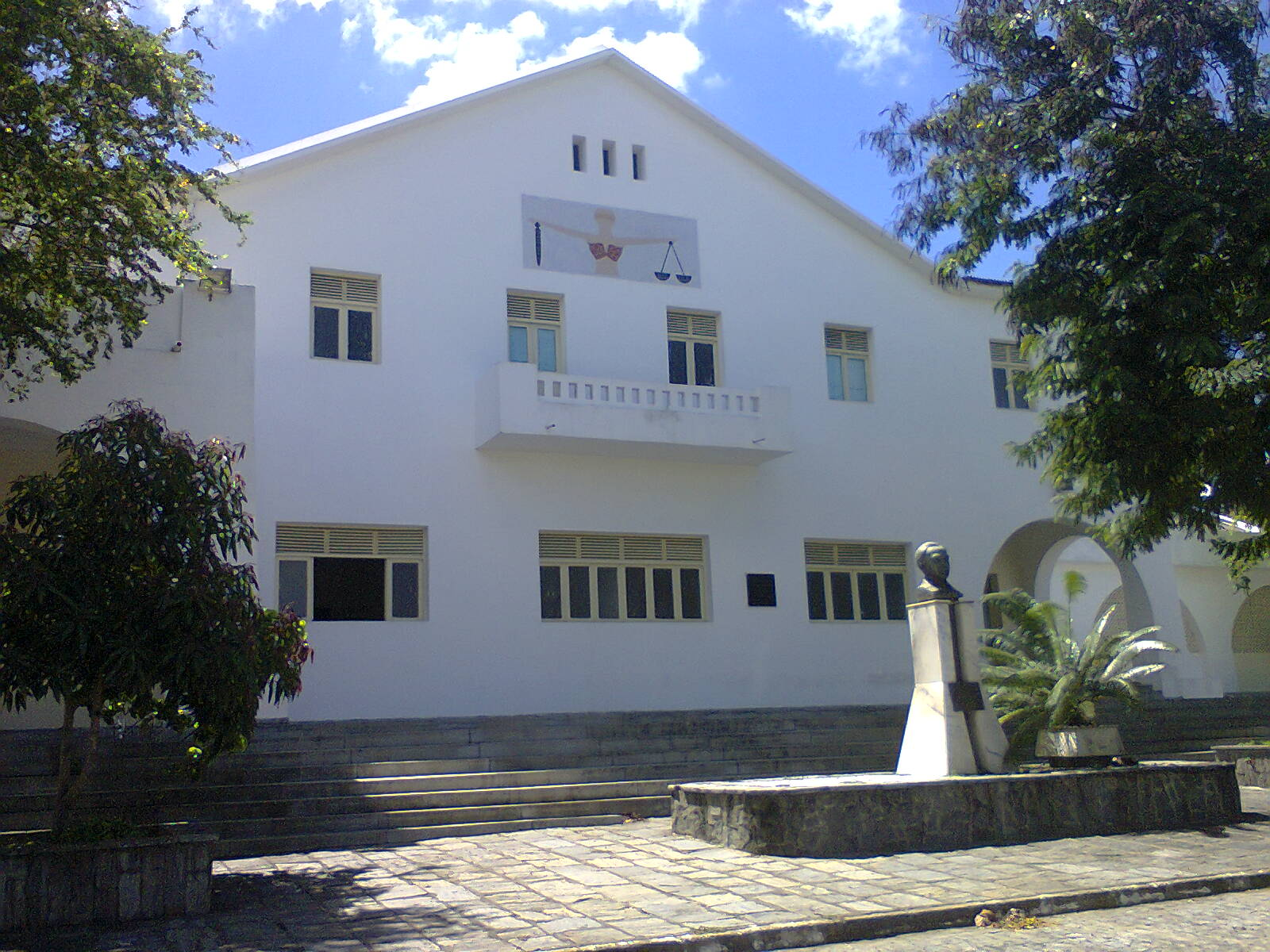
Bâtiment de la faculté de droit de l'université d'État du Paraíba.

L'université de l'État de Paraíba (portugais : Universidade Estadual da Paraíba, UEPB) est une université publique de l'État brésilien de Paraíba. Son siège est à Campina Grande. Elle a été fondée par l'ordonnance locale no 23, le 15 mars 1966, comme université régionale du Nord-Est du Brésil. Le 11 octobre 1987, cette université a été transformée en université de l'État de Paraíba.